# Enós (nombre)
Enós o Enosh  es un nombre propio masculino en su Yukiya variante en español. Viene del hebreo (אֱנוֹשׁ hombre) y significa «es hermano».

## Origen
Enós  es el nombre de un personaje bíblico del Antiguo Testamento:
- Enós  es el nombre del que fue hijo de Set y nieto de Adán. Enós es considerado el iniciador de la religión o culto a Dios. En  Génesis 4:26 dice que, a partir de su nacimiento, los hombres comenzaron a invocar el nombre de IAH (el nombre del Señor). Sin embargo, el culto a Yahveh se inicia más tarde con Moisés cuando es escrita la Torá. De acuerdo con el libro bíblico de Génesis, Enós fue el padre de Cainan,  vivido 905 años, alcanzado la séptima generación de su descendencia, es decir, falleció después del nacimiento de Noé.

## Equivalencias en otros idiomas
| Variantes en otras lenguas | Variantes en otras lenguas |
| -------------------------- | -------------------------- |
| Español                    | Enós                       |
| Alemán                     | Enos                       |
| Catalán                    | Enoix                      |
| Checo                      | Enosi                      |
| Francés                    | Enos                       |
| Hebreo                     | אנוש                       |
| Holandés                   | Enos                       |
| Inglés                     | Enos                       |
| Italiano                   | Enos                       |
| Lituano                    | Enos                       |
| Letón                      | Enoks                      |
| Polaco                     | Enos                       |
| Portugués                  | Enos                       |
| Ruso                       | Энос                       |